# Ernst A. Loeb
Ernst A. Loeb (Euskirchen, 12 september 1878 - Den Haag, 6 mei 1957) was amateur-fotograaf en behoorde tot de belangrijkste Nederlandse picturalisten. Loeb was met Adriaan Boer mede-oprichter van de Nederlandsche Club voor Fotokunst (NCvFK) en het tijdschrift De Camera. Vanaf 1922, het jaar waarin hij een eigen fotozaak oprichtte, heeft Loeb zich op commerciële wijze met de fotografie, radio en smalfilm bezig gehouden.

## Leven en werk
Ernst A. Loeb, geboren Löb, werd in 1878 geboren als oudste kind in het joodse gezin van Nathan Löb (1854-1940) en Lina Löb-Rubens (1854-1928). Nathan Löb was handelaar in herenkleding. In 1880 huurde Nathan Löb een bovenhuis aan het Noordeinde 109 in Den Haag. Met behulp van zijn jongere broer Moritz startte Nathan Löb in een deel van het huis een zaak in herenkleding. In Euskirchen werd op 16 november 1881 de tweede zoon, Ludwig (Lutz), geboren.
Vader, moeder en de zonen Ernst en Lutz Löb verhuisden in 1882 naar het Noordeinde. Vooruitlopend op zijn naturalisatie wijzigde Nathan de schrijfwijze van zijn naam in Loeb. Ernst en Lutz kregen in Nederland nog drie broers en drie zussen. Op 8 december 1891 werd Nathan Loeb tot Nederlander genaturaliseerd. In 1939 bleek dat deze naturalisatie niet het gehele gezin betrof, zodat Ernst Loeb in dat jaar alsnog zijn eigen naturalisatie moest aanvragen.
Na de bewaarschool ging Ernst Loeb naar de Nutsschool in de De Ruyterstraat. Daarnaast kreeg hij godsdienstonderwijs aan de Israëlitische Gemeente van Den Haag. Na de Nutsschool ging hij naar het gymnasium, maar na twee keer te zijn blijven zitten, ging hij van school af.
In 1893 startten zijn vader en zijn aangetrouwde oom Asser Cohen een ‘engros-confectiebedrijf in Amsterdam onder de firmanaam A. Cohen & Co. Om opgeleid te worden voor de nieuwe zaak van zijn vader en oom vertrok Ernst Loeb op vijftienjarige leeftijd naar Halle, Duitsland en ging er in de leer bij Adolf Sernau, een van de Duitse zakenvrienden van zijn vader. In Halle kocht Ernst Loeb zijn eerste camera, een 9×12 statiefcamera. Loeb verbleef nadien nog in Berlijn en Erfurt. In Berlijn kocht hij een 9x12 klapcamera. Loeb keerde in 1897 terug naar Nederland, om in de winkel in Amsterdam te gaan werken.
Rond 1900 raakte Loeb bevriend met scheikundestudent Eli Swaab, die zich net als Loeb met fotografie bezighield. De twee werden via de apothekerszoon C.J. van Ledden Hulsebosch lid van de Amateur Fotografen Vereniging in Amsterdam (de AAFV).
Via Eli Swaab ontmoette Ernst Loeb in 1902 Esther Wiener (geboren 30 mei 1880), met wie hij zich in november heimelijk verloofde.
Op 1 juli 1904 werd Loeb medevennoot van de firma A. Cohen & Co. Op 26 juli 1904 trouwden Ernst Loeb en Esther Wiener, en gingen wonen aan de Brouwersgracht 128 te Amsterdam. Het echtpaar kreeg twee kinderen: Norbert Leo  en Leo Eduard (Leo).
In januari 1912 verhuisde Ernst Loeb met zijn gezin naar Villa Irene in Overveen. In het voorjaar van 1914 kocht Loeb eveneens in Overveen een stuk grond waarvoor zijn broer Frits Loeb, bouwkundig student te Delft (later stadsarchitect te Utrecht), een nieuwe villa zou ontwerpen. In 1915 betrok het gezin de nieuwe villa, Elsduin ('E.L.’s duin'). Op 4 maart 1916 werd het derde kind in het gezin Loeb geboren: dochter Emmy Rosa (Emmy), vernoemd naar een zus van Ernst Loeb.
In 1917 werd de firma A. Cohen & Co. omgezet in de N.V. Nederlandsche Confectiefabriek v/h A. Cohen & Co. te Amsterdam. Asser Cohen, de oom van Ernst, diens zoon Sally en Ernst Loeb zelf worden tot directeuren aangesteld. Zijn vader, Nathan Loeb, wordt commissaris. Hierdoor, en meer nog ten gevolge van problemen veroorzaakt door de Eerste Wereldoorlog, eiste de fabriek zoveel tijd op dat Loeb zijn fotografische activiteiten moest verminderen. Het gezin verhuisde kort daarop naar Hilversum, vanwege Loeb's werkzaamheden voor de fabriek in Amersfoort. In 1922 raakte hij buiten zijn schuld in financiële problemen en moest dientengevolge aftreden als directeur. Vervolgens richtte hij een fotodetailzaak op.

### Den Haag
In 1924 verhuisde het gezin naar Den Haag, later naar Scheveningen. Vanaf dat moment hield Loeb zich commercieel bezig met fotografie, radio en film. Zo stond hij in 1926 met een stand met radiobouwdozen van Baltic op een radiotentoonstelling in het Kurhaus, waarna hij van het Zweedse bedrijf de alleenverkoop voor Nederland verkreeg. In Den Haag werd hij lid van de HAFV, de Haagse Amateur Fotografen Vereniging, en meldde hij zich aan bij de Orde der Vrijmetselaren. In Den Haag betrok Loeb verschillende winkelpanden. Na een periode waarin hij met wisselend succes radiotoestellen verkocht, ging hij zich rond 1933 met smalfilm bezig houden. 
In de smalfilmbranche was nog weinig concurrentie en met de komst van de 8 mm-camera deed Loeb met zijn importhandel weer goede zaken, tot 1939. Vanwege de oplopende internationale politieke spanningen liep het toerisme terug en daalde de verkoop van amateurfilmtoestellen.

#### Tweede Wereldoorlog
In augustus 1939 werd Loeb's zoon Leo ter mobilisatie geroepen. Hoewel hij na de oorlogsdagen van mei 1940 weer ongeschonden terugkeerde, kreeg zijn moeder, Esther Loeb, zware depressies en in de nacht van 1 op 2 september 1940 nam zij een overdosis slaapmiddel. Na twee dagen bewusteloosheid in het ziekenhuis overleed ze. Eind 1940 overleed ook Loeb's vader, Nathan. Loeb zelf raakte opnieuw failliet door een borgstelling en net als vele andere werklozen werd zoon Leo loeb herschoold. Leo Loeb werd instrumentmaker en bouwde naar eigen ontwerp hulptoestellen voor kleinbeeldcamera’s. De modellen toonde hij aan Dick Boer, redacteur van Focus. Kort daarop bestelde een importeur vijf apparaten op proef, gevolgd door een bestelling van 25 stuks. Met hulp van de Scheveningse instrumentmaker Wenckebach werd nog een derde bestelling van honderd stuks gerealiseerd. 
In juni 1942 vond een boedelinventarisatie bij de familie Loeb plaats. Een dag nadat oproepen van de Duitse bezetter tot ‘tewerkstelling in het buitenland’ per post arriveerden, verlieten Ernst, dochter Emmy en zoon Leo op 9 augustus 1942 het huis aan de Gentschestraat 78 om onder te duiken in het pension van mevrouw Petronella Hoogendorp, Leuvenschestraat 49 in Scheveningen. Vanwege de evacuatie van een groot deel van Scheveningen werd het pension aan de Leuvenschestraat in november 1943 verruild voor een kleiner pand aan de Reinkenstraat, nr. 63. Op 16 februari 1945 werden Ernst, Leo en Emmy Loeb van hun bed gelicht, gearresteerd en overgebracht naar de gevangenis in Scheveningen waar zij tot 1 mei zouden vastzitten. Op 12 mei verhuisde het drietal naar de Van Hogendorpstraat 105, waar tot in de oorlog een ouder joods echtpaar had gewoond. Het echtpaar was gedeporteerd en niet meer teruggekeerd. De zoon des huizes, die tijdens de oorlog ondergedoken was, gaf de meubels die niet in beslag waren genomen, in bruikleen aan de Loebs.
In 1948 werd Loeb zeventig jaar oud. Naar aanleiding daarvan verscheen in Focus een bericht waarin de betekenis van Loeb's activiteiten voor de Nederlandse kunstfotografie onder de aandacht werd gebracht.
Ernst Loeb overleed op 6 mei 1957 aan de Van Hogendorpstraat 105 te Den Haag. In zowel Foto als Focus verschijnt een berichtje ter nagedachtenis aan deze ‘pionier van de Nederlandse kunstfotografie’.

## Fotografische activiteiten

### oprichting NCvFK en tijdschriftDe Camera
Een bijeenkomst op 10 december 1907 in café De Kroon in Amsterdam leidde tot de oprichting van de Nederlandsche Club voor Fotokunst (NCvFK). Het eerste bestuur bestond uit voorzitter Adriaan Boer, penningmeester Johan Huijsen en secretaris Ernst Loeb. In de volgende jaren zou Loeb afwisselend secretaris en voorzitter zijn en zou hij verschillende lezingen houden voor de vereniging.
In 1908 verscheen het eerste nummer van het door Adriaan Boer en Ernst Loeb opgerichte tijdschrift De Camera. een modern fotografisch tijdschrift.
Op 6 april 1911 stond het plan een fotografisch museum op te richten op de agenda van de vergadering. Bijna een jaar later, op 15 maart 1912, maakte de NCvFK in De Camera officieel bekend van plan te zijn een collectie foto’s van historische en artistieke betekenis bijeen te brengen in een Nederlands museum. In het oprichtingscomité namen naast voorzitter E.A. Von Saher, directeur van het Museum van Kunstnijverheid te Haarlem, de fotografen B.J.V. van Hees en Ernst A. Loeb plaats, respectievelijk als vicevoorzitter en secretaris. Vanaf dat jaar hield de NCvFK haar jaarlijkse salons in het Museum van Kunstnijverheid.
In juni 1912 presenteerde de NCvFK werk van haar leden, onder wie Loeb, in The A.P. Little Gallery in Londen, waarover een recensie verscheen in The Amateur Photographer & Photographic News.

### Publicaties en tentoonstellingen
Loeb schreef diverse bijdragen over fotografie en voor fotografie-beoefenaars in tijdschriften, met name de 'Lux', De Camera en Focus.  Enkele artikelen schreef hij onder het pseudoniem 'Invictus'. Hij schreef vooral over compositie en de kunstfotografie, en later ook over smalfilm. In 1928, inmiddels commercieel bezig met radio, schreef hij in Focus over 'Beeldoverbrenging per radio'.
In 1922 publiceerde Loeb bij uitgeverij Focus het fotografiehandboek Kunstfotografie voor den amateur. De uitgave is geïllustreerd met foto’s van hemzelf en van andere Nederlandse picturalisten. In 1933 verscheen bij uitgeverij Kosmos een tweede handboek De kleine camera en wat men er mede doen kan: een leidraad voor den gebruiker van de kleine camera, zoowel voor den beginner als voor den gevorderden amateur, geschreven door Loeb en geïllustreerd met een groot aantal foto’s van zijn hand.
Ernst Loeb nam deel aan diverse tentoonstellingen in Nederland en een aantal internationale tentoonstellingen in Birmingham, Londen en Kopenhagen.

## Betekenis en nalatenschap
Amateur-fotograaf Ernst Loeb behoorde tot de belangrijke Nederlandse picturalistische fotografen, die door zijn landschappen, waterweerspiegelingen, interieur- en portretstudies bij zijn collega’s in hoog aanzien stond.
Van zijn fotografische oeuvre zijn slechts enkele originelen bewaard gebleven. In de collectie van de Universiteitsbibliotheek van de Universiteit Leiden bevinden zich enkele kunstfoto's van zijn hand. Vijf daarvan werden in 2001 geschonken door de aan hem verwante fotograaf Eva Loeb. Een deel van zijn artistieke werk is in gereproduceerde vorm in publicaties overgeleverd.